# Годинама у исто време (представа)
Годинама у исто време је представа која се изводи у Позоришту Славија. Представља мелодраму о ванбрачном односу који траје три деценије, испуњена хумором, емоцијама и парадоксалном верношћу. Премијера представе је била 25. фебруара 2024. године. Представа Годинама у исто време је наставак чувене представе Догодине у исто време.

## Љубав ван брака – али уз верност
Представа „Годинама у исто време“, дело Бернарда Слејда, заснива се на парадоксалној ситуацији у којој двоје људи, већ у зрелим годинама, негују ванбрачни однос који траје више од три деценије. Сваког септембра, током само једног викенда годишње, овај пар се састаје – не да би обновили романсу, већ да би наставили својеврсну, сталну прељубу. Ипак, и поред тога, обоје остају доследно одани својим брачним партнерима, као и једно другом.

### Однос пун противречности
Ова необична љубавна прича гради се на супротстављеним ставовима, личним искушењима и дубоко емотивним тренуцима. Публика има прилику да упозна интимни свет ова два лика, чији се односи током година мењају, развијају и усложњавају. Њихови сусрети су испуњени смехом, сукобима, понекад болним откровењима, али и топлином блискости коју деле.

### Мелодрама која осваја емоцијама
Снажна осећања, неочекивани преокрети и узавреле ситуације чине срж ове представе. Духовитост и животна дубина ликова дају представи јединствену снагу. Управо због тога, „Годинама у исто време“ лако осваја публику, дотичући је својом искреношћу и снажним људским емоцијама.

##### Главни ликови
Главни глумци у овој представи су Злата Нуманагић и Бранко Ђурић.

## Изведба у Беранама
У оквиру манифестације „Беранско културно љето 2024“, 8. јула 2024. године. на сцени Центра за културу у Беранама, је изведена ова емотивна представа у режији Велимира Митровића. Настала у продукцији београдског Позоришта „Славија“, пред публиком су се појавили сјајни глумци Злата Нуманагић и Бранко Ђурић, који су својим интерпретацијама додатно оживели овај сложени, а ипак блиски свет.